# 파트 타임 쿡스
파트 타임 쿡스 (Part Time Cooks)는 대한민국에서 결성된 다국적 힙합 듀오이다. 멤버는 미국 노스캐롤라이나주 출신의 솔 구드와 남아프리카 공화국 더반 출신의 블랙 모스로 구성되어 있으며, 현재 VMC (Vismajor Company)에 소속되어 있다.

## 구성원
- 솔 구드 (2015년 ~ 현재)
- 블랙 모스 (2015년 ~ 현재)

## 음반 목록

### 정규 앨범
- Baker`s Dozen (2016)

### EP
- Midnight Snack EP (2016)
- 7:30 (2016) (Soul Chef와의 합작 앨범)
- Sacrifices (2018)

### 싱글
- Dutch Pay (2015)
- Dutch Pay (Scotty Soul Remix) (2015)
- Obey (2017)
- sTRUEsGOD (2017)
- Old Friends (2017)
- 안녕 2018 (2018)
- California Butterfly (2018)
- 50 LIKES (2018)